# Koolasuchus
Koolasuchus era um grande anfíbio da ordem dos Temnospondyli, que viveu no período Cretáceo no sul da Austrália e Antártica.
Como um grande anfíbio típico, o Koolasuchus era capaz de rastejar em terra, mas se sentia mais à vontade na água. Possuía mais de 5 metros de comprimento e era equipado com um crânio volumoso; era um carnívoro poderoso capaz de comer crustáceos, peixes, tartarugas e até mesmo dinossauros pequenos como um jovem leaellynasaura. É provável que ele pudesse sentir as vibrações das presas na água.
Este temospondilo era estranho à época em que viveu, sendo sobrevivente de uma era de grandes anfíbios, conseguiu sobreviver a competição com os dinossauros devido a Austrália estar nesse período no circulo polar, mais frio que o restante da terra e onde os répteis não se adaptavam. Provavelmente se utilizava da hibernação para enfrentar os tempos mais frios.